# Церковь Святой Радегунды (Пуатье)
Церковь Святой Радегунды (фр. Église Sainte-Radegonde de Poitiers) — храм, сооруженный в романском стиле в XI—XV веках во французском городе Пуатье.

## История возникновения

Интерьер церкви и спуск в крипту с могилой Святой Радегунды

Сооружение, упоминаемое уже в VI веке, служило местом погребения монахинь аббатства. В то время здание было освящено в честь Девы Марии и его называли «Святая Мария за стеной». Его построили снаружи крепостных стен для погребальных целей; действительно, городская стена галло-романской эпохи, возведённая на рубеже III и IV веков, проходила между этой церковью и Собором Святого Петра. На протяжении эпохи Меровингов по санитарным причинам сохранялась романская традиция выполнять погребения за городской стеной (см. Законы Двенадцати таблиц). 
В 586 году в церкви была погребена Радегунда де Пуатье, королева франков и супруга короля Хлотаря I. Она основала в Пуатье первый в Галлии женский монастырь — Аббатство Сен-Круа. Со времени её погребения здесь церковь окончательно получила имя Радегунды как святой покровительницы города.
По распоряжению настоятельницы монастыря Бельярд, мощи Святой Радегунды извлекли в 1012 году, а здание церкви после пожара было построено заново в 1083 году. Освящение нового здания церкви, у которого появилась апсида и первые этажи колокольни-портика, произошло в 1099 году. Церковь является приходской и коллегиальной, у неё есть приор, назначаемый настоятельницей Сен-Круа.

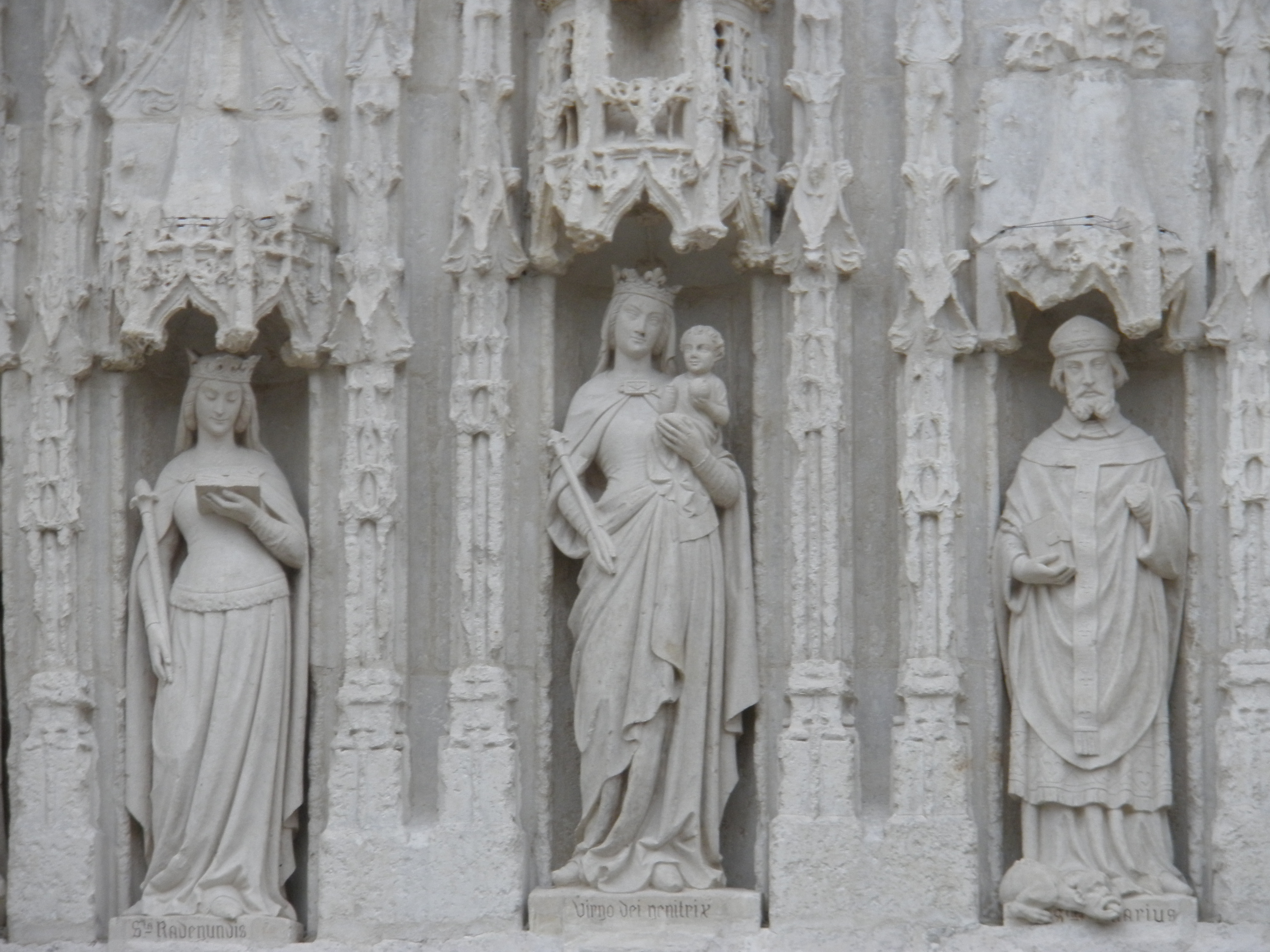
Фрагмент фасада Церкви Святой Радегунды

Неф церкви был полностью реконструирован в XIII столетии в стиле анжуйской готики по образу кафедрального собора, который находится рядом. От той эпохи осталось несколько витражей. Тот, на котором представлен Страшный суд, был преподнесён графом Альфонсом де Пуатье.
В романском хоре можно увидеть красивое представление пророка Даниила.
В склепе находится могила Радегунды, существующая очевидно с X века, а также Святой Агнессы и Святой Диссиоли.
К южной стене церкви прилегает зал конца XII века.
Сохранились главный вход в стиле пламенеющей готики, датируемый XV веком, и редко встречающаяся паперть. Речь идёт о так называемой паперти справедливого суда, по кругу которой были каменные скамьи, предназначенные для церковных судей, которые рассматривали гражданские и религиозные вопросы жизни поселения.
В XIX веке хор был перекрашен заново, причём весьма неумело, что вызвало гнев Проспера Мериме, служившего в то время инспектором исторических памятников.